# Пурякозеро
Пурякозеро — озеро на территории Онежского района Архангельской области.

## Общие сведения
Площадь озера — 1,3 км². Располагается на высоте 66,3 метров над уровнем моря.
Берега озера каменисто-песчаные, местами заболоченные.
Пурякозеро поверхностных стоков не имеет и принадлежит к бассейну реки Малошуйки, впадающий в Онежскую губу Белого моря (Поморский берег).
С восточной стороны водоёма проходит лесная дорога.
Код объекта в государственном водном реестре — 03010000211102000009273.